# Єлімбетово (Абзеліловський район)
Єлімбе́тово (рос. Елимбетово, башк. Йәлембәт) — присілок у складі Абзеліловського району Башкортостану, Росія. Входить до складу Таштімеровської сільської ради.
Населення — 371 особа (2010; 382 в 2002).
Національний склад:
- башкири — 99%